# Saint-Côme-d'Olt

Saint-Côme-d'Olt este o comună în departamentul Aveyron din sudul Franței. În 1 ianuarie 2022 avea o populație de 1.446 de locuitori.